# Thinophilus setiscutellatus
Thinophilus setiscutellatus är en tvåvingeart som beskrevs av Grichanov 1997. Thinophilus setiscutellatus ingår i släktet Thinophilus och familjen styltflugor. Inga underarter finns listade i Catalogue of Life.